# Gipfelstürmer – Die blutigen Tage von Genua
Gipfelstürmer – Die blutigen Tage von Genua ist ein 45-minütiger Dokumentarfilm der Autoren und Grimme-Preisträger Maria-Rosa Bobbi und Michael Bussi aus dem Jahr 2002. In dem Film werden die Proteste und die Polizeigewalt rund um den G8-Gipfel in Genua im Jahr 2001 aufgearbeitet.

## Inhalt
Die Regierungschefs der acht größten Industrienationen versammelten sich 2001 in Genua zum jährlichen G8-Gipfeltreffen. In den Straßen der Stadt protestierten 300.000 Menschen gegen die Auswirkungen der Globalisierung. Am Ende zählte man einen Toten, der von der Polizei erschossen worden war, sowie hunderte von teilweise Schwerverletzten, die man mit gebrochenen Armen, Beinen und Rippen in die Krankenhäuser eingeliefert hatte. Die 20.000 Polizisten hatten oft in aller Willkür geprügelt und verhaftet. Die parlamentarische Opposition in Rom sprach von „chilenischen Verhältnissen“.
Der Film erzählt die Geschichte einer von der Politik geplanten Eskalation der Gewalt, in der die Polizei, professionelle Provokateure und Teile des sogenannten Schwarzen Blocks zusammenarbeiteten, zum Nachteil der friedlichen Demonstranten und der globalisierungskritischen Bewegung.

## Ausstrahlung
Der Film wurde am 16. November 2010 um 1.25 Uhr im WDR Fernsehen ausgestrahlt.

## Auszeichnungen
Die Fernsehdokumentation wurde im Jahr 2002 mit dem Deutschen Fernsehpreis in der Kategorie „Beste Dokumentation“ und im Jahr 2003 mit dem Grimme-Preis in der Kategorie „Information & Kultur“ ausgezeichnet.